# 이스타디우 알가르브
이스타디우 알가르브(포르투갈어: Estádio Algarve)는 포르투갈 알가르브 지방의 도시인 파루에 위치한 축구 경기장이다. UEFA 유로 2004 경기가 열린 경기장 가운데 한 곳이며 매년 개최되는 국제 여자 축구 대회인 알가르브컵 결승전 경기가 열리는 곳이다. 또한 지브롤터 축구 국가대표팀의 임시 홈 구장으로도 사용되었다.